# 松景慎
松景慎（琉球語：〔〕／ ；1789年2月3日—1859年4月7日），和名仲地親雲上紀仁（琉球語：／ ），童名松金，號良翁。琉球國第二尚氏王朝醫學家，他是琉球第一位學得種牛痘的醫師，被譽為「琉球種痘之父」。

## 生平

### 早年習醫
松景慎在清乾隆五十四年正月九日生於琉球國泊村（今日本沖繩縣那霸市泊）的醫學世家松氏仲地家，是松開秀（松氏紀昌）與妻子真牛的長子。他自幼跟隨父親學習醫術，嘉慶二十年九月又到中國福建學醫，先於南臺向當地醫師石家辰學習內科，再向石聯魁學習眼科，嘉慶二十三年五月起程歸國，途中遇風漂流到日本薩摩藩，又在當地分別向學習内科和外科醫術。翌年三月回到琉球，於十二月為下庫理誥醫者寄役。

### 醫治天花屢獲褒獎
道光四年有中國人於恩納間切漂流，飢渴多時，性命垂危。松景慎不分晝夜用心為他醫治，把他的病治癒。於是伊平屋島和喜屋武間切都把有同樣症狀的中國人交給松景慎醫治，皆很快痊癒。他高明的醫術獲得朝廷褒獎，獲褒書
。之後數次被派往宮古島任誥醫者。道光十五年宮古島爆發天花疫症，松景慎任雇醫者，為他們接種人痘，使疫情受到一定控制，並晝夜不厭地醫治病患者，再獲朝廷褒書
道光十九年辛丑正月十七日蒙褒書其書記左焉 。

### 引進種牛痘法
當時琉球天花肆虐，醫師們一直沿用由陳開基（上江洲親雲上倫完）從中國引進的人痘吹鼻法預防天花，但人痘吹鼻法其實是以乾痘痂為疫苗，把乾痘痂吹進讓接種者的鼻孔裡，讓接種者先出一次轻症天花而获免疫力。這種方無論對醫師接種者都有一定风险，護理不當更可能引起併發症。因此即使大量接種，天花死亡率依然很高。道光二十六年，當松景慎知道英國傳教士伯德令來到琉球傳授西洋医術，為了學習較安全地預防天花的牛痘接種法，不惜犯禁與伯德令會面（當時琉球王府禁止傳教，傳教士受到監視，不得與島民接觸），在海岸的洞窟獲伯德令秘密傳授牛痘接種法。他在雌牛的腫瘤製作疫苗，道光二十八年開始向小孩接種，疫苗的效用得到王府認可。至道光三十年，松景慎獲得御醫者職務，直至咸豐九年逝世。

## 後人紀念
松景慎引進牛痘種痘法，使天花在琉球得以控制，後人為紀念他的貢獻，就立下「仲地紀仁顯彰碑」於那霸護國寺內。至1968年適逢琉球牛痘種痘實施120年，琉球政府發行一套名為「仲地紀仁 牛痘種痘實施120年」的紀念郵票。